# 녹색보수주의
녹색보수주의(綠色保守主義, 영어: green conservatism)는 생태계 파괴를 우려하여 만들어진, 녹색 정치를 혼합한 보수주의이며, 보수주의의 분파에 속한다.

## 각국의 녹색보수주의
녹색보수주의는 주로 선진국에서 일어나는 보수주의 분파 운동이며, 특히 일본과 독일에서 활발하게 일어나고 있다.

### 캐나다
캐나다는 현재 전 캐나다 연방의 야당 지도자였던 프레스턴 매닝에 의해서 활발히 일어나고 있으며, 프레스턴 매닝은 보수주의자이지만, 캐나다 농업 부문에서 화학 비료의 오용 사례를 지적하기도 했다.

### 영국
영국에서는 2006년부터 현재까지 보수당의 의원인 데이비드 캐머런은을 중심으로 녹색보수주의 운동이 활발하게 일어나고 있으며, 영국 보수당은 자동차 광고에 대한 엄격한 관리, 이산화탄소 및 화학 가스 배출량 감소를 요구하는 영국 내 환경주의자들의 요구를 일부 반영하기도 하였다.

### 미국
원래 미국에서의 환경주의 운동은 사회민주주의와 녹색 정치 이념을 따르는 미국 녹색당이 주된 이념가들이었지만, 2010년 미국 공화당의 의원인 존 케리는 애완동물 보호법 개정을 주장 및 생태주의 주간 잡지를 개설하였다. 원래 미국 공화당의 주요 이념은 신보수주의지만 생태주의는 링컨 시절부터 주요 문제로 언급되어 왔으며, 대부분의 환경주의적인 정책은 미국 공화당에서 행해져 왔다. 따라서 미국 공화당 내에서 환경주의는 항상 중요한 사상으로 자리 잡고 있으며, 보수적인 환경단체는 미국 공화당을 지지하고 있다.
미국 공화당에서 생태주의를 활용하려는 주된 이유는 제한된 고가의 유한자원(석유, 천연가스) 등을 최대 효율에 사용할 수 있도록, 그에 비례한 환경 설비 및 생태 인프라 구축을 하기 위함이다. 현재 2012년에는 공화당을 제외하고도 미국 헌법당에서 종종 미국의 보수진영에 남부연방의 환경 문제를 언급하기도 한다.

### 일본
일본에서는 환경 녹색 정책성에서 주된 환경 문제를 처리하고 있다. 환경 녹색 정책성의 대표는 미도리 노 카이지이며, 2004년부터 일본 자유민주당과 일본 민주당 내 보수주의 인사들이 이 환경 녹색 정책성의 행정 문제를 개별적이고 활동적으로 지원하기 시작했다.

### 독일
독일의 생태 민주당은 1982년 독일민주공화국에서 탈출한 탈동자들로 이루어져있었다. 이들은 낙태, 안락사, 사형제 반대와 같은 기독교적인 교리와 함께 우익 성향을 내포했지만 그와 동시에 환경주의를 표방하고 있었다. 현재 생태 민주당은 독일의 중도좌파 정당인 독일 녹색당에 밀려 그 정치적 힘을 잃어 독일 내에서는 큰 영향력을 발휘하지 못하지만 체르노빌 원전사고에 이어 체코에서 일어난 반-원전 시위를 대거 지원해주므로써 동구권에서 유명세를 떨쳤었다.

## 같이 보기
- 녹색자본주의
- 보수주의
- 생태주의